# Ølejrbevægelsen
Ølejrbevægelsen er et non-profit-foretagende, som arrangerer ølejre. Bevægelsen er udsprunget af 1960'ernes alternativbevægelser, hvor frivillighed, lav pris og politisk holdning gik hånd i hånd. Dette præger ølejrbevægelsen endnu i dag.
Ølejrbevægelsen arrangerer ni forskellige ølejre, fordelt rundt omkring i landet. De ni ølejre har normalt forskellige emner hver uge. Alle deltagere i sommerens lejre, bliver automatisk medlem af Ølejrbevægelsen et år frem. En gruppe fra hver ølejr planlægger og afholder sommerens uger. Denne gruppe kaldes en øgruppe. Øgrupperne bliver sammensat hvert år i september, og alle medlemmer af Ølejrbevægelsen kan melde sig til at deltage i dette arbejde. Alt arbejde udføres af frivillige.
Ølejrbevægelsen styres af et repræsentantskab, som mødes hvert år i november. I løbet af året styres arbejdet via et koordinationsudvalg.

## Ekstern henvisning
- Ølejrbevægelsens hjemmeside